# Nissan Primastar
Nissan Primastar – samochód osobowo-dostawczy typu van klasy średniej produkowany pod japońską marką Nissan w latach 2002–2016 oraz ponownie od 2021 roku jako druga generacja.

## Pierwsza generacja

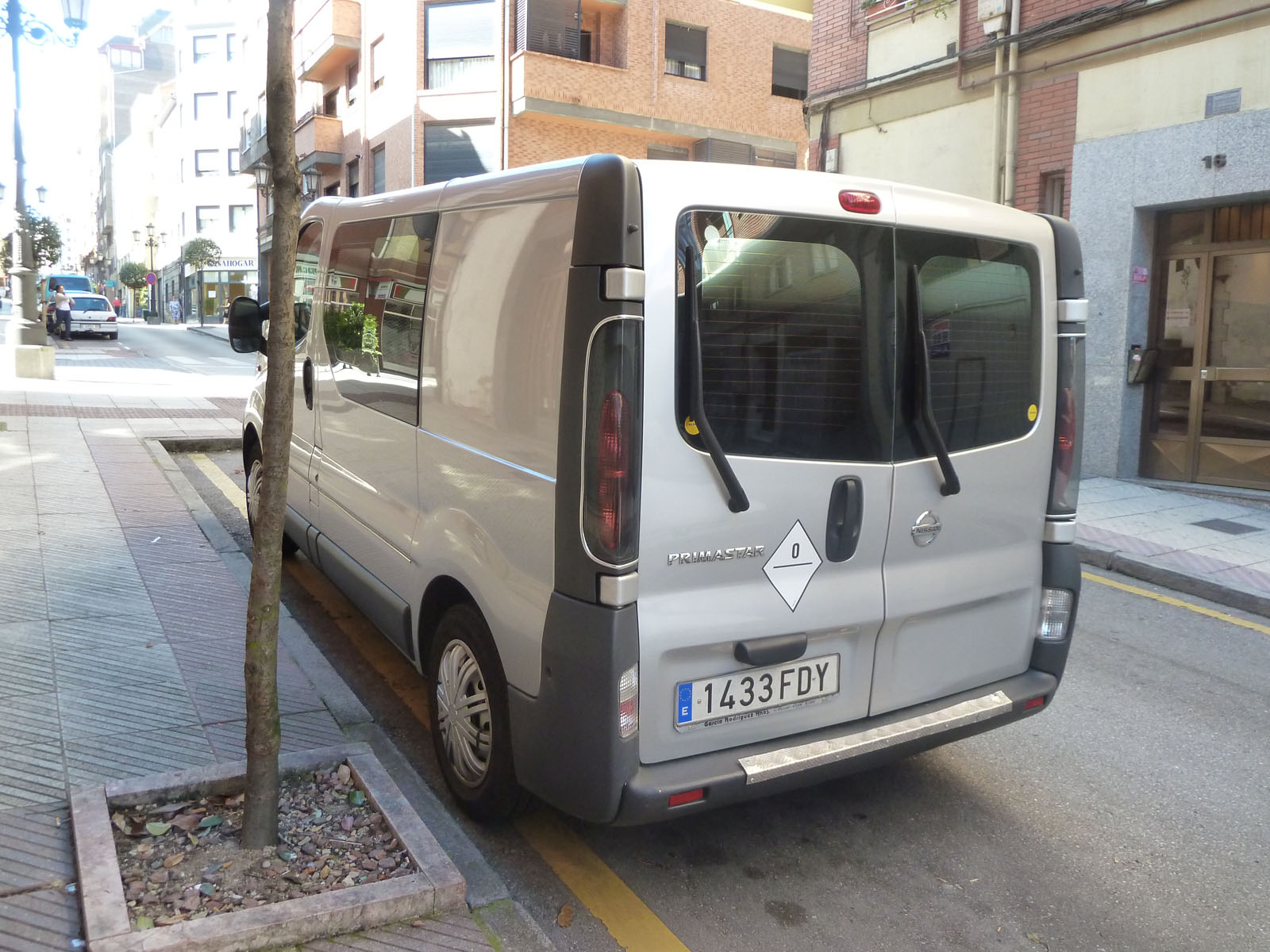
Nissan Primastar I – tył

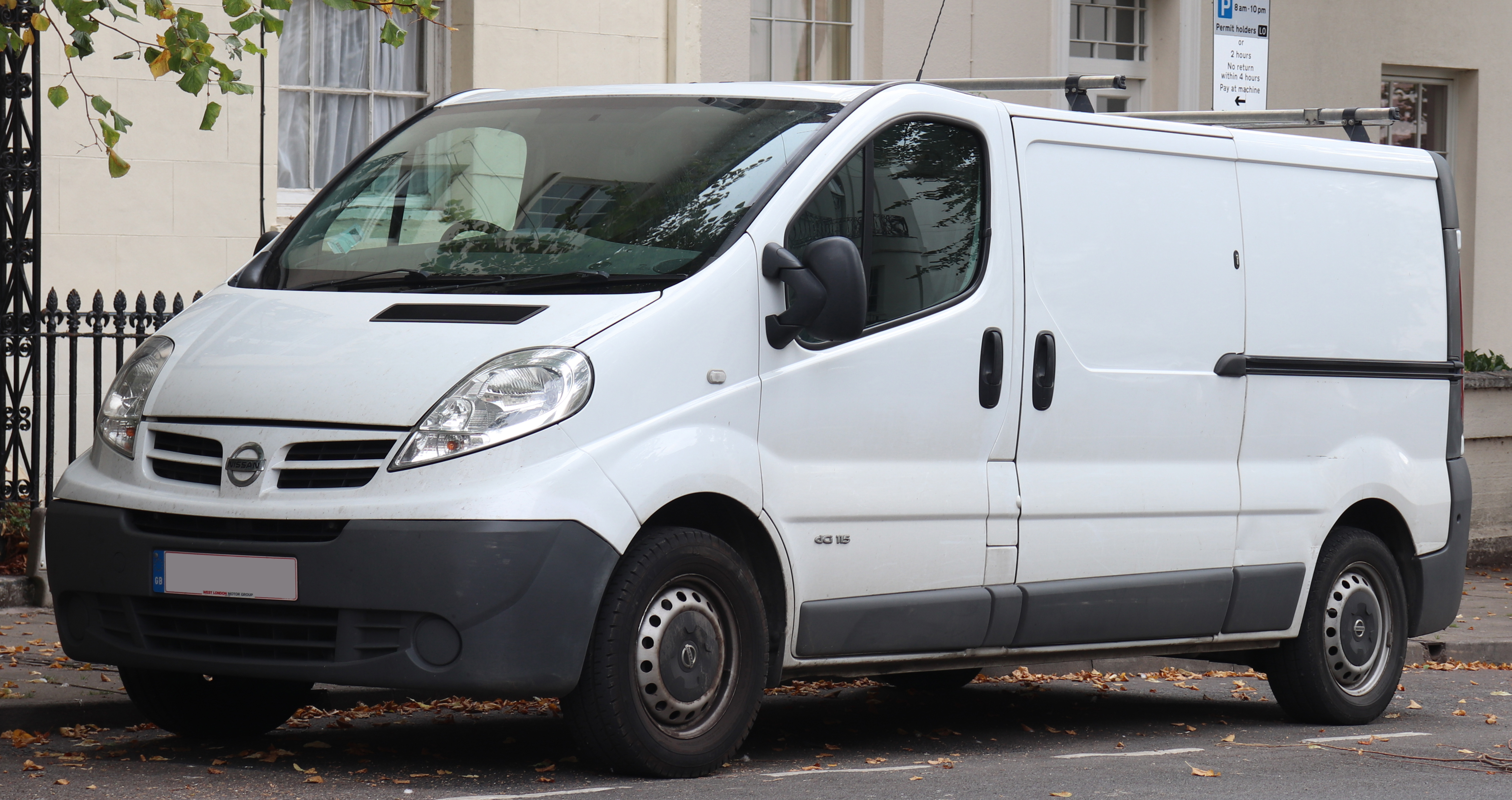
Nissan Primastar I po liftingu

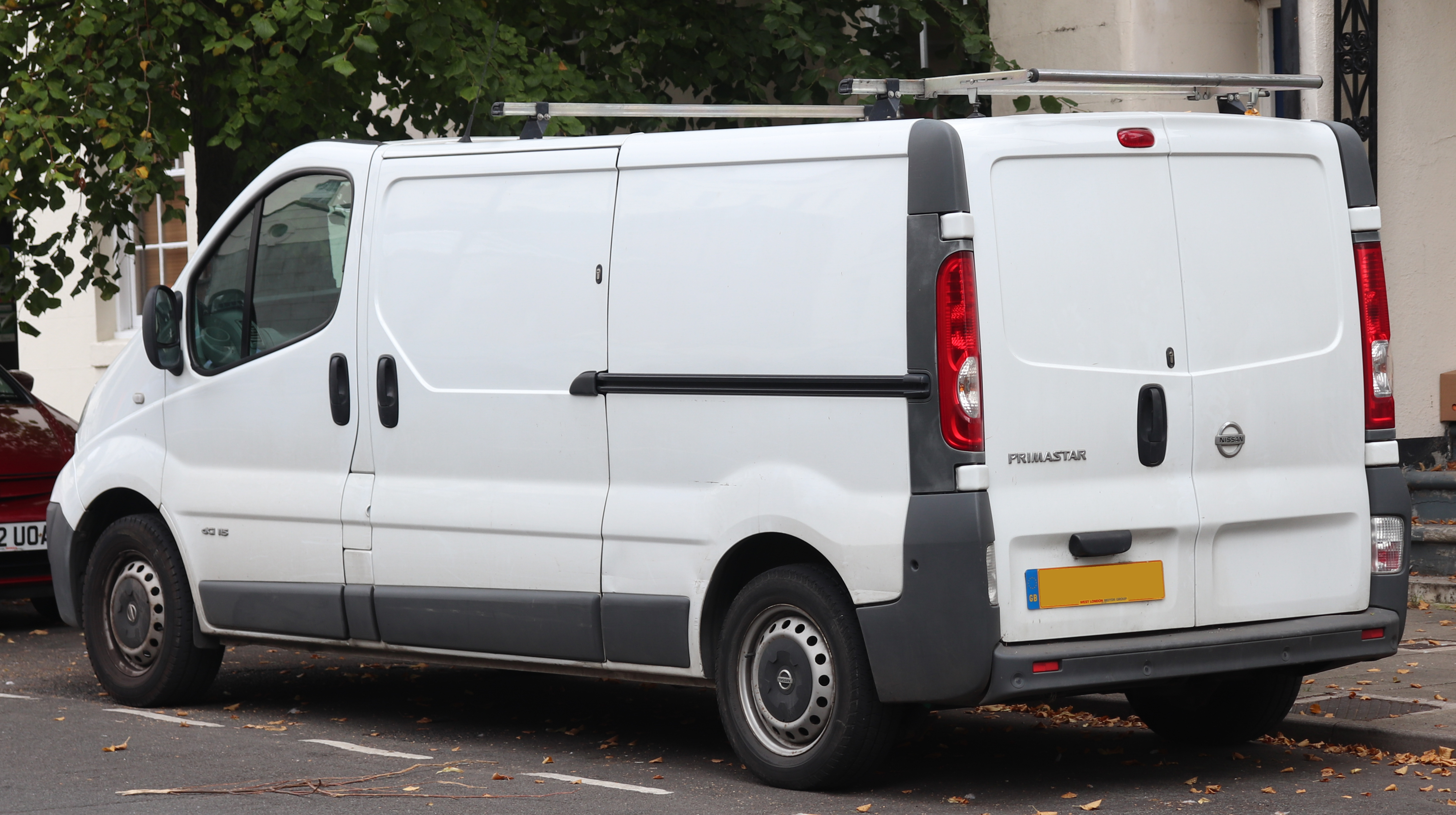
Nissan Primastar I – tył po liftingu

Nissan Primastar I został zaprezentowany po raz pierwszy w 2002 roku.
Z początkiem XXI wieku europejski oddział Nissana zdecydował się wycofać z wytwarzania własnej konstrukcji osobowo-dostawczego Vanette na rzecz bliźniaczej konstrukcji Renault Trafic. Samochód powstał w wyniku istnienia ówczesnego sojuszu Renault-Nissan, przyjmując nazwę Nissan Primastar i różniąc się od pierwowzoru jedynie detalami – poza innymi logotypami i oznaczeniami modelu, największą zmianą był autorski projekt osłony chłodnicy.
W przeciwieństwie do nietypowo wąskiego i wysokiego poprzednika, Nissan Primastar był samochodem o proporcjach typowych dla tej wielkości samochodów osobowo-dostawczych oferowanych w Europie, stanowiąc bardziej bezpośrednią konkurencję dla rywali. Samochód oferowany był zarówno jako van i minibus z przeszklonym przedziałem transportowym, jak i dostawczy furgon, pickup lub podwozie do zabudowy. Ponadto, producent umożliwiał dobór dwóch wariantów rozstawu osi.

### Lifting
Podobnie jak bliźniacze konstrukcje marek Renault i Opel/Vauxhall, także i Nissan Primastar pierwszej generacji przeszedł obszerną restylizację w 2006 roku. Przyniosła ona mniejsze i smuklejsze powierzchniowo reflektory, czerwone wkłady tylnych lamp, przemodelowane zderzaki, a także przestylizowane przyrządy w kabinie pasażerskiej. Ponadto, restylizacja przyniosła też obszerne zmiany w gamie jednostek napędowych.

### Sprzedaż
Mając swój światowy debiut podczas międzynarodowych targów samochodowych w Hanowerze, Nissan Primastar I był samochodem zbudowanym i produkowanym wyłącznie z myślą o rynku europejskim. Sprzedaż rozpoczęła się w październiku 2002 roku, poczynając od Wielkiej Brytanii, z kolei produkcja trwała przez kolejne 14 lat – do 2016 roku, kiedy to przedstawiony został następca będący pochodną kolejnej generacji Renault Trafic.

### Silniki
- R4 2.0l
- R4 1.9l dCi
- R4 2.0l dCi
- R4 2.5l dCi

## Druga generacja

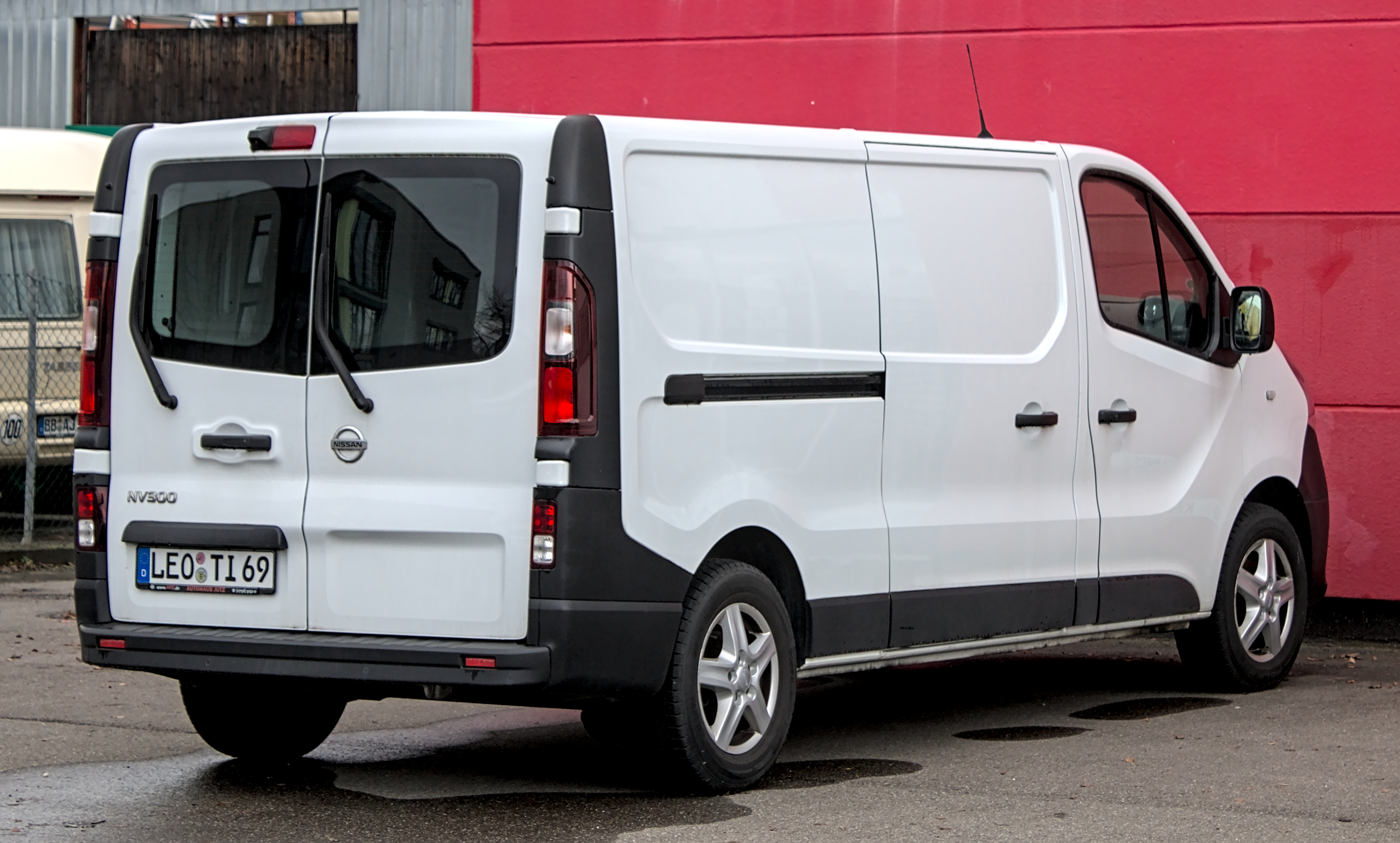
Nissan NV300 – tył

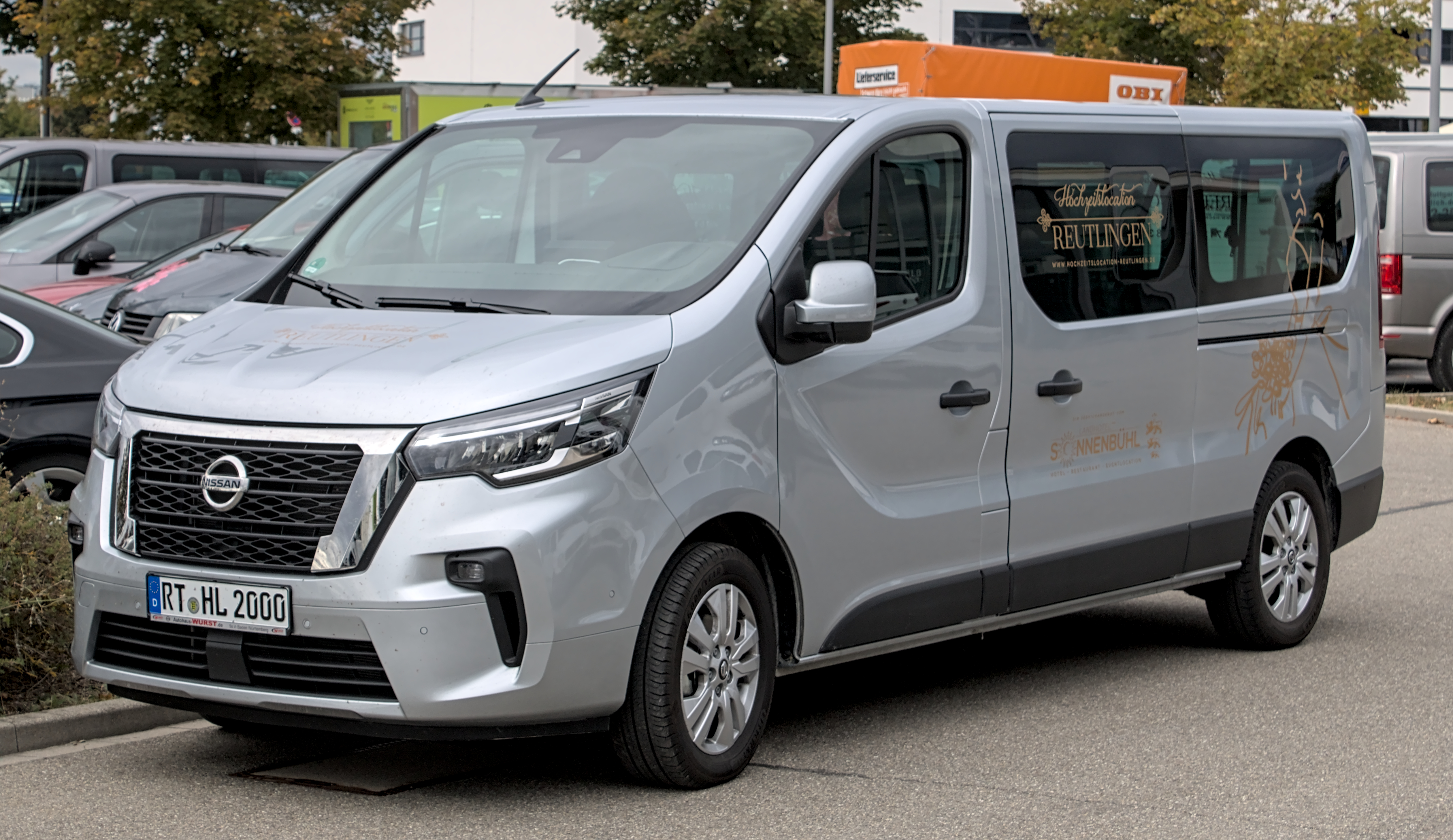
Nissan Primastar II po liftingu

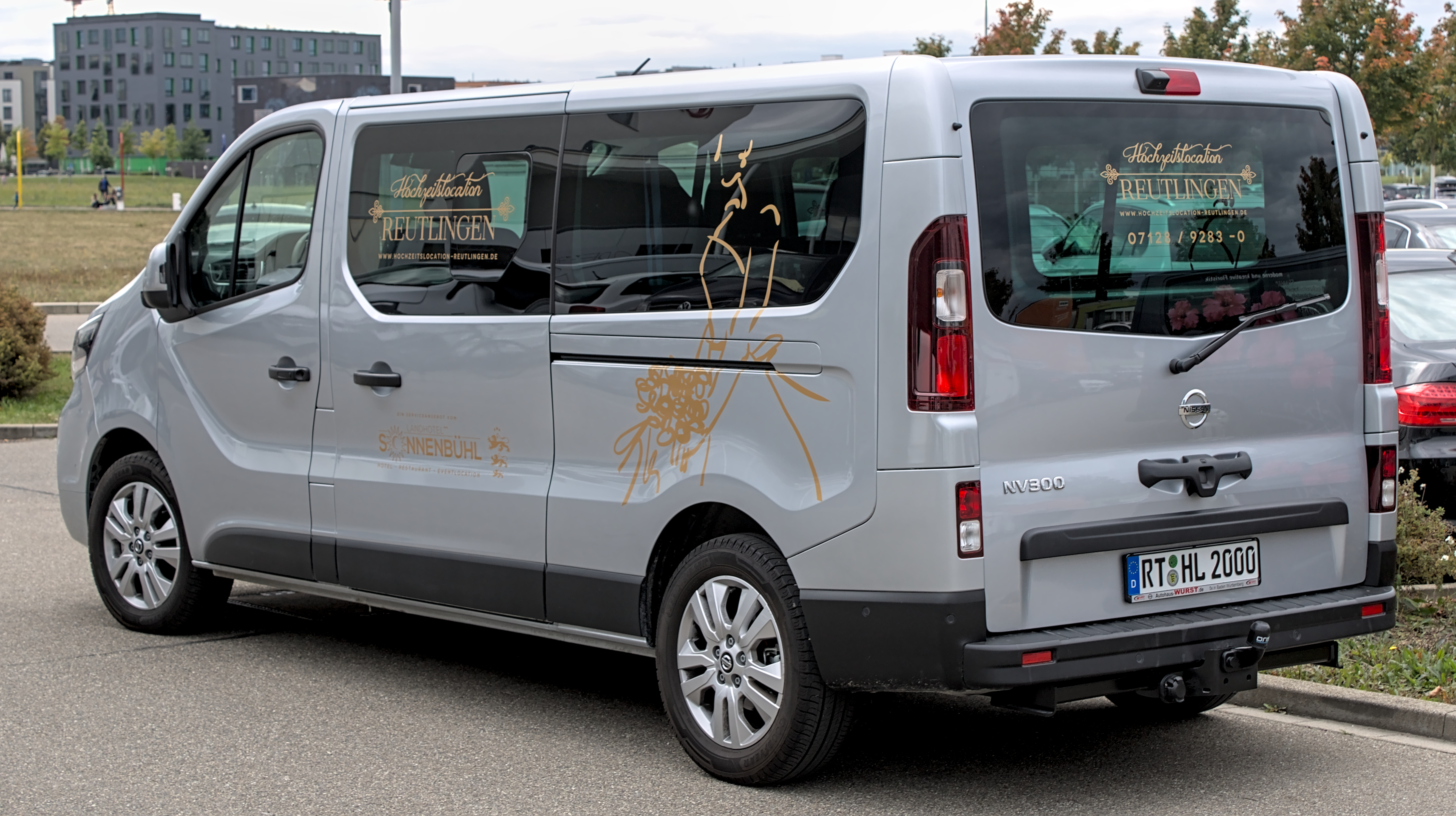
Nissan Primastar II – tył po liftingu

Nissan NV300 został zaprezentowany po raz pierwszy w 2016 roku.
Po 14 latach produkcji modelu Primastar i zarazem 2 lata po premierze nowej generacji bliźniaczych modeli Renault Trafic i Opel/Vauxhall Vivaro, europejski oddział Nissana przedstawił własną odmianę pod nową nazwą zgodną z alfanumeryczną polityką nazewniczą. Nissan NV300 uzupełnił lukę między kompaktowym NV200 a flagowym NV400, trafiając do sprzedaży zarówno jako dostawczy furgon, jak i osobowy van lub minibus z przeszklonym przedziałem transportowym.
Podobnie jak w przypadku poprzednika, Nissan NV300 zyskał umiarkowane różnice wizualne względem pozostałych bliźniaczych konstrukcji, ograniczając się głównie do innej osłony chłodnicy. Nawiązując tutaj do osobowych modeli Nissana, NV300 zyskał charakterystyczny, chromowany łuk w kształcie litery U okalający centralnie umieszczone logo.

### Lifting i zmiana nazwy
Wzorem bliźniaczego Renault Trafic (które pozostało w sprzedaży po wycofaniu konstrukcji Opla i Fiata), w lutym 2021 roku Nissan NV300 przeszedł obszerną restylizację. Przyniosła ona nowy wygląd pasa przedniego z węższymi, bardziej agresywnie stylizowanymi reflektorami, a także większą atrapą chłodnicy z bardziej kanciastym kształtem. Modernizacja przyniosła także nowy projekt deski rozdzielczej o bardziej minimalistycznym wzornictwie, z nowym kołem kierownicy i centralnym ekranem multimedialnym.
Pół roku po przedstawieniu zrestylizowanego N300, Nissan ogłosił we wrześniu porzucenie stosowanej w Europie polityki alfanumerycznego nazewnictwa wobec dostawczych samochodów sprzedawanych w tym regionie. W ten sposób po 5-letniej przerwie powrócono do nazwy Nissan Primastar, tak jak mniejsze NV250 zastąpił Townstar, a większe NV400 ponownie przyjęło nazwę Interstar.

### Sprzedaż
Podobnie jak poprzednik, średniej wielkości osobowo-dostawczy model Nissana trafił do produkcji i sprzedaży wyłącznie z myślą o rynku europejskim. Dostarczanie pierwszych egzemplarzy do nabywców z francuskich zakładów Renault w Sandouville rozpoczęło się w listopadzie 2016 roku. Europejski oddział Nissana zdecydował się wyróżnić na tle konkurencji ofertą gwarancyjną na 5 lat lub z limitem 160 tysięcy kilometrów. Polskie przedstawicielstwo Nissana nie zdecydowało się na oferowanie tego modelu i nie zmieniło się to po restylizacji z 2021 roku.

### Silniki
- R4 1.6 dCi
- R4 2.0 dCi